# Pedro Antonio Ríos Martínez
Pedro Antonio Ríos Martínez  (Murcia,1950)  es un maestro y político español.

## Biografía
Maestro de Primaria de 1972 a 2011 y licenciado en Pedagogía por la Facultad de Educación de la Universidad de Murcia.
Fue secretario de Organización y Formación de la Unión Regional de Comisiones Obreras (CC.OO.) entre 1978 y 1979, concejal delegado de Tráfico, Transportes y Policía Municipal del Ayuntamiento de Murcia por el  Partido Comunista de España (PCE) (1979-1983), Diputado en Asamblea Regional de Murcia por el PCE (1983-1987) y por Izquierda Unida (IU) (1987-1989) (1991-1993) y Diputado a Cortes de IU (1993-2000), Coordinador Grupo Parlamentario IU-ICV (2000-2006) miembro de la Presidencia Federal de Izquierda Unida, Asesor en el Gabinete del Ministerio del Interior con Alfredo Pérez Rubalcaba como ministro (2006-2009) y director general de Sostenibilidad de la Costa y del Mar, del Ministerio del Medio Ambiente, Medio Rural y Marino (2010-2011). Ocupó la Secretaría de Movimientos Sociales y Plataformas en la Ejecutiva del PSOE en Murcia.
Ha colaborado en distintos medios de comunicación (COPE, La Verdad, SER, Onda Regional de Murcia).

## Publicaciones
- Vivo y opino. (2018). Editorial La Fea Burguesía.[8]